# Lumière (revue)
Pour les articles homonymes, voir Lumière (homonymie).

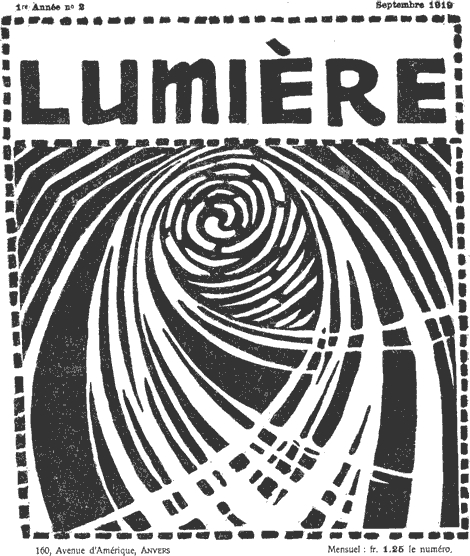
Couverture de Lumière, no 2, septembre 1919.

Lumière est une revue d'avant-garde belge, parue de 1919 à 1923 et dont le directeur était Roger Avermaete. 

## Histoire
Fondée en août 1919 à Anvers, Lumière est une revue à parution mensuelle, rédigée en français. Elle traite des avant-gardes littéraires et artistiques. Elle propose également des sujets politiques, dans la mouvance Internationaliste et humaniste.
La revue Lumière s'inscrit dans la suite du cercle Le Cénacle qui éditait la revue Momus, animé par Roger Avermaete, René Vaes, Georges Marlier, Alice Frey et Bob Claessens, qui contribueront également au nouveau titre. 
Le titre de la publication a été choisi en référence à la revue Clarté de Henri Barbusse, publiée à Paris à la même époque. Henri Barbusse et Romain Rolland vont encourager la diffusion de Lumière.
Plus de deux cents artistes et écrivains ont collaboré à la revue, qui développe un important réseau international. La rédaction est localisée au 160 avenue d'Amérique, à Anvers.  
Le dernier numéro parait le 18 février 1923. La revue n'a jamais trouvé d'équilibre financier, mais a tenu tout de même près de quatre ans. 
Le comité de rédaction de Lumière, associé à celui de la revue Ça ira (disparue en 1922-1923) s'associent en 1928 pour créer le journal hebdomadaire Le Rat, à l'existence éphémère (2 mai-18 juillet).

## Contributeurs à la revueLumière
- Roger Avermaete
- Jan-Frans Cantré
- Jozef Cantré
- Paul-Émile Colin
- Victor Cyril
- Renée Dunan
- Alice Frey
- Marceline Hecquet
- Lucien Jacques
- Fokko Mees
- Jozef Peeters
- Raymond Thiollière
- Edmond Van Dooren
- Henri Van Straten

## Lumièreet le renouveau de la gravure belge
Les numéros sont illustrés de gravures sur bois et de linogravures. À ce titre, la revue Lumière a fortement contribué à revivifier l'art de la gravure en relief en Belgique et a notamment participé à l'introduction de l'expressionnisme dans le pays. Les graveurs Frans Masereel, Joris Minne, Jan-Frans Cantré, Jozef Cantré et Henri Van Straten y participent : de cette contribution à la revue, et des échanges artistiques qu'elles engendrent, ils seront désignés sous le nom informel de « groupe des Cinq » (« De Vijf »). 
La revue organisa des expositions de gravure, auxquels participent des artistes européens (français, belges, allemands, suédois, russes). 

## Maison d'édition
Lumière édite également des livres, dont certains sont illustrés. Cette maison d'édition survit à la fin de la revue.  
- Louis Émié, L'Abdication des pauvres et le couronnement des cadavres, illustré de 8 bois gravés de Jan Cantré, Anvers, Lumière, 1922.
- Élie Richard, Les guerriers clandestins, bois de Raymond Thiollière, Anvers, Lumière, 1922-1923.
- Raymond Thiollière, Ô Ville d'oppression et de meurtre, album de six bois gravés originaux, Anvers, Lumière & Paris, André Delpeuch, 1925 — tiré à 225 ex.